# Ángel Flores

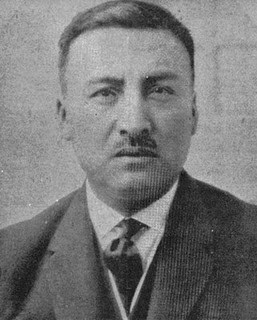
Ángel Flores

Ángel Camacho Flores (San Pedro, 2 oktober 1883 - Culiacán, 31 maart 1926) was een Mexicaans politicus en militair.
Flores was afkomstig uit de staat Sinaloa en was in zijn jeugd werkzaam in de haven van Mazatlán. Hij raakte bij de politiek betrokken toen hij in 1909 de kandidatuur van José Ferrel Félix voor het gouverneurschap van Sinaloa steunde, als tegenkandidaat tegen Diego Redo, de favoriet van dictator Porfirio Díaz. In 1910, bij het uitbreken van de Mexicaanse Revolutie, nam hij de wapenen op tegen Díaz in steun van Francisco I. Madero. Na de overwinning van Madero keerde hij terug naar Mazatlán om zijn oude baan weer op te nemen, maar na de omverwerping en moord op Madero door Victoriano Huerta in 1913 nam hij opnieuw de wapenen op en sloot hij zich aan bij het Constitutionalistisch Leger van Venustiano Carranza en Álvaro Obregón in het verzet tegen Huerta en klom op tot brigadegeneraal. Na de val van Huerta streed Flores aan de zijde van de constitutionalisten tegen de troepen van de conventie van Aguascalientes van Pancho Villa. Flores bleek een bekwaam commandant, hij nam de steden Navojoa en Hermosillo in Sonora en wist de troepen van de conventie uit Sinaloa te verdrijven. Obregón noemde hem de 'beste soldaat van de revolutie'.
In 1920 werd Flores tot gouverneur van Sinaloa gekozen. In datzelfde jaar steunde hij het plan van Agua Prieta die leidde tot de val van Carranza en de aantreding van Obregón als president. In zijn periode als gouverneur zette hij zich vooral in voor de wederopbouw van Sinaloa na het revolutionaire oorlogsgewoel en het bevorderen van de irrigatie en de infrastructuur. In 1922 maakte hij op aandringen van Obregón een studiereis naar Europa.
Flores stelde zich kandidaat voor het presidentschap in 1924 en werd gesteund door onder andere het Nationaal Landbouwerssyndicaat (SNA) en de Liberaal Constitutionalistische Partij (PLC) maar behaalde slechts 15,85% van de stemmen en werd aldus ruim verslagen door de 'officiële' kandidaat Plutarco Elías Calles. Flores trok zich terug uit de politiek en overleed twee jaar later, volgens sommigen zou hij zijn vergiftigd.
- Library of Congress Control Number: n2006054351
- Virtual International Authority File: 11736342
- WorldCat: E39PBJxMr8rDmQ3kkFPkXCKWXd